# Ustvarjalnost
Ustvarjalnost ali kreativnost je sposobnost za ustvarjanje del, ki so nova (originalna in nepričakovana) ter primerna (uporabna, se prilegajo omejitvam naloge). Ustvarjalnost se nanaša na širok spekter področij in nalog, pomembnih na individualni in societalni ravni (od skupin do organizacij in širše skupnosti). Na individualni ravni se kaže kot reševanje problemov v službi in v vsakdanjem življenju. Na societalni ravni lahko ustvarjalnost vodi k novim spoznanjem in odkritjem na področju znanosti, umetnosti ali socialnih programov. Na ekonomskem področju pa novi produkti in storitve ustvarjajo delovna mesta. Ustvarjalnost in inovativnost sta temeljni dejavnosti za rast in delovanje vseh vrst organizacij, od poslovnih, vladnih do neprofitnih.
Organizacije se pri upravljanju z ustvarjalnostjo in inovativnostjo soočajo z naslednjimi viri težav :
- kompleksnostjo vidikov, z več nivoji spremenljivk (individualni, skupinski, organizacijski in okoljski nivo)
- problemom, da se nivoji medsebojno ne prekrivajo, saj so spremenljivke, ki spodbujajo ustvarjalnost na individualnem nivoju, pogosto v nasprotju s tistimi, ki spodbujajo ustvarjalnost na skupinskem in organizacijskem nivoju.

## Definicije
Poleg zgoraj omenje definicije Sternberga , navaja Mumford  še naslednje opredelitve koncepta ustvarjalnosti z vidika različnih avtorjev in sicer kot: produkcijo novih idej; produkcijo visoko kakovostnih, izvirnih in elegantnih rešitev problemov, ki so novi, kompleksni in slabo opredeljeni. To pomeni, da jih lahko konstruiramo in rešujemo na različne načine, ki so odvisni od področja reševanja in osebe, ki problem rešuje. Na področju dela ima lahko še posebej visoko vrednost preoblikovanje kreativnih rešitev problemov v nove produkte, procese in storitve, kar imenujemo inovacija. Inovacija je torej možna, če je bila kreativna rešitev problema pred tem že generirana. Ustvarjalnost in inovacija sta torej tesno povezana fenomena.

## Ključni nesporazumi/prepričanja o ustvarjalnosti
Mumford  navaja naslednje ključne nesporazume, podprte z rezultati raziskav:
1. Pozitivni afekt (pozitivni, sproščeni ljudje so bolj kreativni) ni toliko pomemben, kot vpliv afekta na ukvarjanje z nalogo.
2. Divergetno mišljenje se enači s kreativnostjo, ki predstavlja le zgodnjo fazo v kreativnem procesu. Poleg generacije idej je potrebna še druga faza ovrednotenja idej, pri kateri se uporablja konvergetno mišljenje.
3. Birokracija slabo vpliva na kreativnost v organizacijah (preveč strukture), vendar primerna struktura (urejenost) lahko omogoči posameznikom več svobode pri uporabi svojih kognitivnih virov za generiranje novih idej.
4. Kreativnost se dogaja spontano (npr. vpogledi, sanjarjenje itd) in ne kot discipliniran proces, vendar raziskave kažejo, da so posameznikove reprezentacije problema in iskanje rešitev bolj sistematična kot naključna.

Splošne predpostavke glede kreativnosti moramo torej previdno obravnavati, saj niso vedno povsem primerne.

## Pristopi k raziskovanju ustvarjalnosti
Do nedavnega je bilo raziskovanje kreativnosti v psihologiji dokaj zanemarjeno, približno 0,5 % vseh znanstvenih člankov med letoma 1975 in 1994, kot navaja Sternberg . Po njegovem mnenju so nekateri pristopi k proučevanju kreativnosti zavirali znanstveno preučevanje kreativnosti v psihologiji. Najpomembnejši pristopi so po Sternbergu  naslednji:

### Mistični pristopi
Povezani so z mističnimi prepričanji, kot na primer: Oseba je prazna posoda, ki jo lahko božansko bitje napolni z inspiracijo.

### Pragmatični pristopi
Usmerjeni so predvsem praktično, v razvijanje kreativnosti, manj v razumevanje in še manj v testiranje veljavnosti idej o kreativnosti.  Med najbolj znanimi so npr. Edward De Bono (1971, 1992), ki je razvil različne tehnike, kot npr. šest klobukov razmišljanja, tehniko plusov in minusov (PMI), Osborne (1953) s tehniko »brainstorming«(viharjenje možganov), Gordon (1961) z metodo sinektike (analogije).

### Psihodinamski pristopi
Štejemo jih k prvim teoretičnim pristopom h kreativnosti v 21. stoletju.  Temeljijo na ideji, da je kreativnost rezultat napetosti med zavestno realnostjo in nezavednimi porivi. Sigmund Freud je npr. menil, da je kreativno delo pisateljev in umetnikov izražanje nezavednih vsebin na za javnost sprejemljiv način.  Psihoanalitik Kris (1952) je predstavil koncept adaptivne regresije in elaboracije. Kubie (1958) pa je v nasprotju s Freudom menil, da nezavedni konflikti negativno vplivajo na kreativnost.

### Psihometrični pristopi</sub
Pri preučevanju kreativnosti so nastali dokaj pozno, saj so visoko kreativni posamezniki redki (Guilford, 1950). Prvi je predlagal psihometrični pristop s papirjem in svinčnikom, na vsakdanjih ljudeh, ki je temeljil na konceptu divergentnega mišljenja. Udeleženec testa išče npr. čim več načinov uporabe določenega predmeta.  Kasneje je Torrance (1974) razvil teste za kreativno mišljenje (Torrance Tests for Creative Thinking), ki vsebujejo divergentno mišljenje in druge veščine reševanja problemov. Mnogi menijo, da so takšni kratki testi neprimerna merila za ugotavljanje kreativnosti (Amabile, 1983; Sternberg, 1986).  O definicijah  in kriterijih kreativnosti še vedno rapravljajo.

### Kognitivni pristopi
Temeljijo na razumevanju miselnih predstav in procesov s poudarkom na kreativni misli. Delimo jih na študije ljudi in računalniških simulacij. Predstavniki prve, npr. Finke, Ward in Smith (1995) so predlagali model (Geneplore model), ki predvideva dve fazi procesiranja pri kreativni misli – generativno in eksplorativno fazo. Weisberg (1986, 1993)  pa meni, da kreativnost zajema navadne kognitivne procese, ki dajejo izjemne produkte.

### Socialno osebnostni pristopi
Osredotočajo se na osebnostne in motivacijske spremenljivke ter sociokulturno okolje kot vire kreativnosti. Po (Barron in Harrington, 1981) naj bi bile s kreativnostjo povezane osebnostne poteze kot so neodvisnost presoje, samozaupanje, privlačnost kompleksnosti, estetska usmeritev in nagnjenost k tveganju. Po Maslowu (1968) so pogum, svoboda, spontanost in samosprejemanje pot k realizaciji najvišjih potencialov.  Rogers (1954)  pudarja še pomen motivacije in podpore sprejemajočega okolja. Številni raziskovalci so poudarjali pomen notranje motivacije (Amabile, 1983), potrebe po redu (Barron, 1963) ,  doseganju (McClelland idr., 1953) in drugih motivih. Kreativnost motivacijo tudi generira, ne le uporablja (Sterberg idr., 1986).  Vpliv socialnokulturnega okolja (Simonton, 1988, 1994) na variabilnost izražanja kreativnosti se kaže predvsem v kulturni različnosti, vojnah, dostopnosti vzornikov in virov, številu konkurentov na določenem področju.

### Pristopi zlivanja
Nastali so zaradi ugotovitev mnogih avtorjev, da je za proučevanje kreativnosti potrebno stekanje različnih  kognitivnih in osebnostnih elementov. 
- Implicitne teorije npr. zajemajo kombinacijo kognitivnih in osebnostnih elementov, kot so »povezuje ideje, razloči podobnosti in razlike, je fleksibilen, ima estetski okus, je neortodoksen, je motiviran,  je radoveden, ne sprejema slepo societalnih norm, itd.«.
- Eksplicitne teorije (Amabile, 1983)[1] opisuje kreativnost kot zlivanje notranje motivacije,  relevantnega znanja o področju in relevantnih veščin kreativnosti (npr.kognitivne stile, znanje hevristike za geneneriranje idej, delovni stil, ki zajema koncentriran napor in zmožnost odložitve problema ter visoko energijo).
- Gruber je s sodelavci (1981, 1988)[1] predlagal razvojni sistemski model razumevanja kreativnosti, ki vključuje smisel, znanje in afekt skozi časovna obdobja razvoja.
- Csikszentmihalyi (1988, 1996)[1] pa predlaga sistemski pristop, ki poudarja interakcijo med posameznikom, ki sprejema informacije iz določenega področja in jih preoblikuje preko kognitivnih procesov, osebnostnih potez in motivacije in poljem ljudi, ki kontrolirajo ali vplivajo na določeno področje ter vrednotijo in izbirajo ideje.
- Sternberg in Lubart (1991, 1992, 1995, 1996)[1] sta razvija teorijo vlaganja (Investment theory of creativity), ki pravi, da so kreativni ljudje tisti, ki želijo in zmorejo poceni kupovati (zasledujejo neznane in nepopularne ideje s potencialom za rast) in drago prodajati (vztrajajo, kljub odporom). Ugotovila sta, da je za kreativnost pomembnih šest virov:

1. intelektualne sposobnosti (sposobnost sinteze problemov na nov način, analize kaj je smiselni in kaj ne, praktična sposobnost prepričevanja drugih)
2. znanje
3. stili mišljenja (razmišljanje na nov način globalno in lokalno),
4. osebnost (samoučunkovitost, volja za premagovanje ovir, razumno tveganje, toleranca do dvoumnosti),
5. motivacija (notranja, naravnana na nalogo),
6. okolje (podpora in nagrade) .

Raziskovanje ustvarjalnosti zahteva multidisciplinaren pristop. Študije kreativnosti izven psihologije zajemajo področja izobraževanja, poslovanja podjetij, zgodovine, zgodovine znanosti, sociologije in politologije itd., vendar uporabljajo različne termine in se osredotočajo na različne vidike istega fenomena. Wehner, in Magyari-Beck (1991)  opisujejo to situacijo z vidika zgodbe o slonu in slepcu: »Z dotikanjem različnih delov iste živali dobivamo popačeno sliko celote; kdor drži rep, pravi, da je slon kot kača, kdor ga drži za boke pa pravi, da kot stena.«

## Kreativnosti v organizacijah
Organizacijska kreativnost zajema poleg individulane kreativnosti tudi vidik strukture organizacije, saj slednja vpliva na kreativnost zaposlenih (Williams in Yang)). Nestabilno okolje zahteva od organizacj stalno prilagajanje in fleksibilnost za doseganje učinkovitosti, izboljšav in razvoja novih izdelkov ali storitev za obstoj na trgu. Pomen in potreba po kreativnosti oz. odprtosti za inovacije je ena od prednostnih nalog organizacij. Eden izmed ciljev je doseganje optimalnega razmerja med strukturo oz. kontrolo birokracije in dopuščanjem bolj ohlapnih pravil, ki spodbujajo stalno komunikacijo (medosebno, medskupinsko in mednivojsko) in razvoj novih konceptov in pristopov k reševanju problemov.  Zaradi vse večje specializacije delavcev na različnih nalogah in pogostejšega usvajanja novih znanj in procedur je ustvarjanje ustrezne klime, ki spodbuja kreativnost zelo pomembno. Velika ovira kreativnosti so tudi neučinkoviti načini razmišljanja, kar se kaže predvsem v birokratski miselnosti in strahu pred izgubo kontrole.
Iz vidika procesa mišljenja sta Rubenson in Runco (1992) predlagala psiho-ekonomski model (Psychoeconomic model of creatice process) kreativnega procesa. Slednji je produkt ekonomskih odločitev posameznikov in organizacij, ki so skladne z razpoložljivostjo človeških virov in materialnega kapitala ter časa, ki so ga privpravljeni vložiti v kreativni proces.
Iz makro organizacijskega vidika je pomembna definicija organizacijske kreativnosti, to je uspešna implementacija kreativnih idej znotraj organizacije (Amabile, 1996). Amabile je predlagala model kreativnega presečišča (Model of creative intersection). Model obsega tri komponente kreativnosti: veščine iz področja dela, relevantne kreativne procese in notranjo motivacijo za nalogo. Kanter (1988) pa je preučevala strukture organizacij, kolektivne in socialne pogoje, ki so potrebni za kreacijo oz. inovacijo. Ugoravlja, da se kreativni proces začne pri posamezniku, ki dela sam ali v skupini, pogoji na makro organizacijskem nivoju pa lahko spodbujajo ali zavirajo kreativno delo.
Raziskovanje organizacijske kreativnosti je znatno naraslo od leta 1995 do 2010, vendar se večina študij nanaša na individualno raven analize, skupinski nivo in  mednivojski vplivi pa so bili manj raziskovani (Mumford in Hunter, 2005)). Večina raziskovalcev preferira eno metodo, manj  pa jih uporablja več metod hkrati. Raziskovalci večinoma uporabljajo kvalitativne,  zgodovinsko-metrične, raziskovalne ankete, psihometrične in eksperimentalne metode. Nobena metoda ne zagotavlja sama po sebi popolnega opisa kreativnega delovanja, raziskovalec naj bi pri raziskovanju upošteval prednosti in slabosti posamezne metode.

## Temeljni procesi pri reševanju problemov

### Glavni modeli kreativnega reševanja problemov
Baughman in Mumford (1995) opredeljujeta proces reševanja problemov v štirih korakih :
1. definiranje problema,
2. zbiranje informacij,
3. generiranje idej,
4. evalvacija idej.

Prva faza definiranje problema se nanaša na vedenja, s katerimi problem identificiramo in formulacijo problema oziroma naloge, za katero iščemo rešitev. Naslednji korak je zbiranje informacij in opredeljuje vse možne aktivnosti, ki so povezane z aktivnim iskanjem in pridobivanjem informacij v zvezi z opredeljenim problemom oziroma nalogo. Za iskanje informacij lahko posameznik uporabi lastne ideje, lahko pa si pri tem pomaga tudi z idejami drugih sodelavcev. Tretji korak je generiranje idej, kar pomeni razvijanje izbranih idej, tako da poskusimo ustvariti kar največ povezav med našim problemom oziroma nalogo ter izbranimi idejami oziroma rešitvami. Pri tem je posebej pomembno, da se posameznik poslužuje tehnik divergentnega mišljenja ali pa se poslužuje različnih tehnik kreativnega mišljenja (npr. možganske nevihte). V procesu evalvacije idej vse generirane ideje kritično ovrednotimo in izberimo tisto, ki je za naš problem oziroma nalogo najbolj relevantna
T. Amabile (1996) je zasnovala teorijo kreativnih komponent. Največji vpliv na kreativni proces pri delu imajo spretnosti, ki se vežejo na posameznikov poklic, kreativni proces, ki je sestavljen iz kognitivnega stila in osebnosti, ter motivacija za reševanje dane naloge ali problema. Spretnosti, vezane na posameznikov poklic (ekspertno znanje in tehnične spretnosti), pomagajo posamezniku, da pri odločanju razlikuje med različnimi možnostmi. Posameznikov kognitivni stil in osebnost sta povezana predvsem z neodvisnostjo, tveganjem, pogledom na problem iz več zornih kotov, discipliniranjem in generiranjem idej. Posamezniku omogočajo širše razmišljanje in tolerantnost do nedoločenosti. Posamezniki so najbolj kreativni takrat, ko se počutijo motivirani, predvsem zaradi interesa, užitka ali izziva, ki jim ga delo predstavlja, in ne zaradi zunanjih dejavnikov. Avtorica omenja tudi pomen socialnega okolja. Striktne norme, stroge kritike novih idej in časovni pritisk zmanjšujejo kreativnost na delovnem mestu. Med dejavnike, ki na kreativnost vplivajo pozitivno, pa štejemo podporo v obliki supervizije, skupinski duh, postavljanje vedno novih izzivov in dopuščanje svobode pri iskanju rešitev.
Angleški psiholog Graham Wallas je na podlagi empiričnih opazovanj in s pomočjo drugih, že obstoječih raziskav zasnoval priljubljeno teorijo, ki opredeljuje štiri stopnje kreativnega procesa v interakciji z zavestnim in nezavednim. Te faze so:
1. preparacija,
2. inkubacija,
3. iluminacija,
4. verifikacija.

V fazi preparacije poteka raziskovanje problema v vseh možnih smereh. Gre za akumuliranje različnih intelektualnih virov, ki posamezniku pomagajo pri oblikovanju novih idej. Ta faza je povsem zavestna in zajema raziskovanje in načrtovanje dela. Nato nastopi faza inkubacije, kjer gre za nezavedno procesiranje brez neposrednih naporov. V tej fazi Wallas govori o dveh pomembnih divergentnih elementih; negativno in pozitivno dejstvo. Negativno dejstvo pomeni, da posameznik med fazo inkubacije o ideji oziroma rešitvi ne razmišlja zavestno, pozitivno dejstvo pa se nanaša na vrsto nezavednih in neprostovoljnih mentalnih aktivnosti, ki se odvijajo na tej fazi. Wallas je pri fazi inkubacije predlagal tudi tehniko, ki naj bi kar najbolje optimizirala to fazo, in sicer načrtno izgradnjo prekinitev koncentriranega truda v našem delovnem toku. Po fazi inkubacije se posameznik znajde v fazi iluminacije. Fazo je Wallas zasnoval na podlagi koncepta nenadne iluminacije, ki ga je razvil Henri Poincare. Gre za nepričakovani trenutek vpogleda, ko so vsi nakopičeni elementi v fazi preparacije, ki so potovali skozi fazo inkubacije, pripravljeni, da osvetlijo rešitev problema. Zadnji proces v poteku kreativnega reševanja problemov je verifikacija. Verifikacija je prav tako kot prva faza preparacije zavestna. V tej fazi posameznik svojo rešitev problema preizkuša in jo pripelje do kar se da ustrezne končne oblike. Velja poudariti, da je morda še bolj kot faze ustvarjalnega procesa pomembna medigra vseh faz. Zaradi kompleksnosti kreativnega procesa nobena faza ne obstaja neodvisno od ostalih faz.

### Povezava kreativnosti in inovativnosti na delovnem mestu[6]
Organizacijska kultura vpliva na kreativnost na delovnem mestu na dva načina: 
- Skozi proces socializacije v organizaciji: posamezniki se naučijo, kakšno vedenje v organizaciji je sprejemljivo in kako naj stvari potekajo. Posamezniki tako sprejmejo norme, ki veljajo v organizaciji. V skladu z vsem naštetim nato posamezniki ocenijo, ali je kreativno in inovativno vedenje v organizaciji zaželeno ali ne.
- Izoblikovani vir podpore: vrednote in prepričanja se odražajo na različnih področjih delovanja organizacije in predstavljajo vir podpore za razvijanje novih idej. Na ta način namreč tako posamezniki kot organizacija dojemajo, kaj je v neki organizaciji cenjeno in kakšno je ustrezno vedenje na določenem delovnem mestu v organizaciji.

Bistven vpliv organizacijske kulture se kaže skozi spodbujanje in nudenje podpore kreativnim in inovativnim idejam. Organizacijska kultura, ki nudi dovolj opore kreativnosti, hkrati s tem spodbuja inovativne načine reševanja problemov in iskanja rešitev. Pri tem so pomembni naslednji dejavniki, ki so zunanje okolje (npr. konkurenca drugih organizacij spodbuja nenehne spremembe produktov in tehnologije ter načinov kako ugoditi strankam), odziv na kritične dogodke tako v organizaciji kot zunaj organizacije (uporaba strategij), vrednote in prepričanja vodilnih v organizaciji in struktura organizacije (fleksibilnost, skupno odločanje, širše definirane delovne naloge, fleksibilnost nadrejenih) ter tehnologija, ki nudi podporo kreativnosti in inovativnosti. Ključna vedenja, ki spodbujajo kreativnost v organizaciji, so:
- Način ukrepanja ob napakah zaposlenih: napake se lahko ignorirajo, prekrijejo, zaposleni je lahko zanje kaznovan ali pa na njih gledamo kot na priložnost za učenje. Pri organizacijah, ki se trudijo spodbujati kreativnost in inovativnost, je pomembna dovolj velika mera tolerantnosti pri napakah. Dobro je, da ob napakah nudijo možnost diskusije, iskanja boljših rešitev in priložnost, da se zaposleni iz napake nekaj naučijo.
- Za večjo kreativnost zaposlenih je zaželeno tudi spodbujanje kontinuiranega pridobivanja znanja, spodbujanje radovednosti, izobraževanja, zaposlene lahko spodbodimo, da med seboj razpravljajo o idejah, učenje tehnik ustvarjalnega mišljenja.
- Zaposlenim damo vedeti, do kolikšne mere lahko tvegajo. Pravila ne smejo biti niti preohlapna niti prestroga. Pomembno je ustvariti tolerantno vzdušje, kjer je cenjena iniciativnost.
- Oblikovanje vizije, ki spodbuja spremembe in širjenje pozitivnega odnosa do sprememb.
- Soočanje s konflikti je pomembno, saj pri podajanju različnih idej pogosto pride do nasprotnih pogledov. Pri tem je zelo pomembna komunikacija, ki naj bo odprta in odkrita in naj temelji na zaupanju, zaposleni se morajo počutiti varne, torej da jim je dovoljeno izraziti svoje ideje. Zaposlenim pokažemo, da je tudi konflikt pozitiven, saj nudi pogled na določen problem še iz drugačne perspektive.

Cangemi in Miller (2007) predstavljata izsledke raziskave, kjer je šlo za poskus rešitev podjetji pred stečajem. Metafora v naslovu raziskave (Breaking out of the box) se nanaša na običajne omejitve, ki nam otežujejo kreativno mišljenje in iskanje rešitev. V raziskavi avtorja pod drobnogled vzameta dve ameriški podjetji v hudi finančni stiski, ki sta se reševanja problema lotili na ne prav pogost in predvsem kreativen način. V vsakem od podjetij so v pisni obliki zbrali sicer navadno nenapisana pričakovanja zaposlenih do organizacije in obratno ter tako oblikovali psihološko pogodbo. Po opredelitvi sta obe podjetji začeli beležiti nenaden porast v kreativnosti in produktivnosti zaposlenih. Psihološke pogodbe so natisnili in jih postavili na vidna mesta, prav tako so organizirali skupna srečanja, kjer so se o pričakovanjih organizacije do zaposlenih in pričakovanjih zaposlenih do organizacije še dodatno pogovarjali. Tako sta obe podjetji v razmeroma kratkem času prešli iz finančnih dolgov do visokega statusa med konkurenco v svoji panogi.

## Spodbujevalci in zaviralci kreativnosti v organizacijah
Runco (2007) je z meta-analizo ugotovil, da raziskave kažejo na naslednje najbolj pogoste spodbujevalce in zaviralce kreativnosti:
- Spodbujevalci: pozitivni odnosi v skupinah, viri, izzivi, avtonomija, kohezija, intelektualna stimulacija, prožnost, tveganje.
- Zaviralci: avtoritativna stališča, protekcionizem in paternalizem, pomanjkanje povezovnja med sektorji, pomanjkanje podpore in spodbud za nove ideje.